# Baran bo Odar
Baran Odar (Olten, 18 aprile 1978) è uno sceneggiatore e regista svizzero naturalizzato tedesco, principalmente conosciuto per aver diretto e co-creato le serie Netflix Dark e 1899.

## Biografia
Nato in Svizzera, è di origini turche da parte di madre e russe da parte di nonno paterno.

## Carriera
Nel 2006 ha realizzato il suo primo lungometraggio, Unter der Sonne, prodotto come progetto finale per il suo diploma all'Università di Cinema e Televisione di Monaco di Baviera. È stato proiettato al Montreal World Film Festival nel 2006 e allo Slamdance Film Festival dello Utah nel 2007. Per il film, Odar ha ricevuto lo Studio Hamburg Newcomer Award e il Munich Feature Film Award ed è stato candidato per il Max Ophüls Festival.
Nel 2010 ha scritto e diretto il thriller Das letzte Schweigen, mentre nel 2014 ha diretto e co-sceneggiato con la partner Jantje Friese la pellicola Who Am I - Kein System ist sicher. Il film ha raggiunto la vetta delle classifiche cinematografiche tedesche e ha ottenuto due candidature ai Deutscher Filmpreis del 2015 per miglior film e miglior sceneggiatura.
Dopo il successo avuto in Germania per Das letzte Schweigen e Who Am I - Kein System ist sicher, Odar attira l'attenzione dei produttori americani e nel 2017 dirige il thriller d'azione Sleepless - Il giustiziere.
Nel 2017 ha ottenuto la popolarità a livello globale grazie alla serie televisiva Dark, la prima serie originale Netflix in lingua tedesca. Ogni episodio è stato scritto da Jantje Friese e diretto da Odar. Nel 2018 vince il Premio Adolf Grimme, il premio televisivo più prestigioso della Germania, per la regia della prima stagione di Dark. Nel 2019 è stata distribuita la seconda stagione, mentre la terza e ultima stagione è seguita nel 2020.
Nel 2018 Odar e Friese hanno annunciato l'uscita della loro nuova serie 1899, distribuita su Netflix a partire dal 17 novembre 2022 e successivamente cancellata il 2 gennaio 2023.
Nel febbraio del 2023 il duo ha confermato una nuova collaborazione con Netflix per l'adattamento dei fumetti fantasy-horror Something Is Killing The Children.

## Filmografia

### Regista

#### Cinema
- Unter der Sonne (2006)
- Das letzte Schweigen (2010)
- Who Am I - Kein System ist sicher (2014)
- Sleepless - Il giustiziere (Sleepless) (2017)

#### Televisione
- Dark - serie TV, 26 episodi (2017-2020)
- 1899 - serie TV (2022)

#### Cortometraggi
- Quietsch (2015)

### Sceneggiatore

#### Cinema
- Unter der Sonne (2006)
- Das letzte Schweigen (2010)
- Who Am I - Kein System ist sicher (2014)

#### Televisione
- Dark - serie TV, 26 episodi (2017-2020)
- 1899 - serie TV, 8 episodi (2022)

#### Cortometraggi
- Quietsch (2015)

### Produttore
- Dark - serie TV, 26 episodi (2017-2020)
- 1899 - serie TV, 8 episodi (2022)

## Riconoscimenti

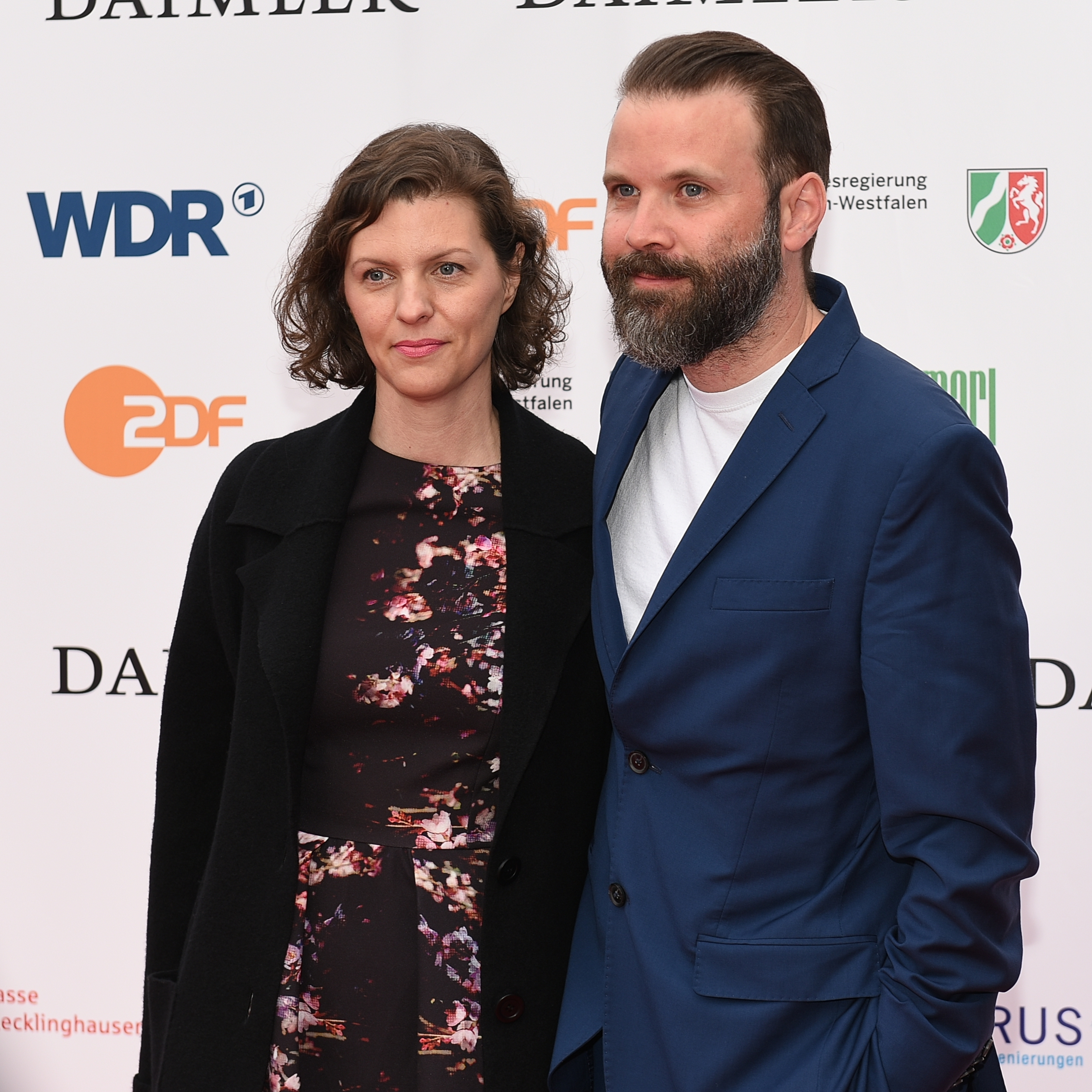
Baran bo Odar (a destra) insieme alla partner Jantje Friese al Premio Adolf Grimme del 2018.

- 2006 – FEST Youth Video and Film Festival
  - Premio della giuria per Quietsch
  - Premio del pubblico per Quietsch
- 2006 – Max Ophüls Festival
  - Candidatura per il miglior film per Unter der Sonne
- 2011 – German Film Critics Association Awards
  - Candidatura per il miglior film per Das letzte Schweigen
- 2011 – Las Palmas Film Festival
  - Candidatura per il miglior film per Das letzte Schweigen
- 2011 – Nuremberg Film Festival "Turkey-Germany"
  - Candidatura per il miglior film per Das letzte Schweigen
- 2011 – Palm Springs International Film Festival
  - Miglior regista da tener d'occhio
- 2014 – Zurigo Film Festival
  - Candidatura per il miglior film (tra Svizzera, Germania e Austria) per Who Am I – Kein System ist sicher
- 2015 – Premio Bambi
  - Bambi per Who Am I – Kein System ist sicher
- 2015 – Bavarian Film Awards
- 2015 – Deutscher Filmpreis
  - Candidatura per la miglior sceneggiatura per Who Am I – Kein System ist sicher
  - Miglior regia per Who Am I – Kein System ist sicher
- 2015 – German Directors Award Metropolis
  - Candidatura per la miglior regia per Who Am I – Kein System ist sicher
- 2018 – Premio Adolf Grimme
  - Miglior regia per Dark